# Ilex melanophylla
Ilex melanophylla là một loài thực vật có hoa trong họ Aquifoliaceae. Loài này được H.T. Chang mô tả khoa học đầu tiên năm 1959.